# Лебедев, Валерий Валерьевич
Валерий Валерьевич Лебедев (17 марта 1976) — российский футболист, играл на позиции защитника.

## Карьера
Воспитанник тюменского «Геолога». В 1992 году выступал за любительский клуб «Строитель» из Тюмени. В 1993 году перешёл в «Динамо-Газовик». 16 апреля 1994 года в выездном матче 7-го тура против «Уралмаша», выйдя на 64-й минуте встречи вместо Игоря Ковалевича. В 1996 году перебрался в тобольский «Иртыш», летом 1998 году вернулся в «Тюмень», однако через несколько лет вновь перешёл в «Иртыш». Завершил профессиональную карьеру в 2006 году в «Тюмени». После окончания игровой карьеры работал тренером и администратором юношеского мини-футбольного клуба «Тюмень» и «Ишим-Тюмень-2». Также работал начальником дублирующей команды «Тюмень».